# Pierre Lardinois
Pierre Lardinois (13 août 1924 à Noorbeek – 16 juillet 1987 à Amsterdam) est un homme politique néerlandais.

## Biographie
En 1963, il est élu pour la première fois à la seconde Chambre des États généraux néerlandaise pour le Katholieke Volkspartij (KVP). De 1963 à 1967, il est membre du Parlement européen. Il sert comme ministre de l'Agriculture (1967-1973), période au cours de laquelle il sert comme coordonnateur des affaires et de la fourniture de l'aide et de l'assistance concernant le Suriname et les Antilles néerlandaises à partir de 1972-1973 ; par la suite, il est nommé Commissaire européen à l'agriculture (1973-1977). De 1977 à 1986, il est le président de la Rabobank.

## Distinctions
- Commandeur de l'ordre du Lion néerlandais